# Бен Ван
Ван Пуцунь (кит. упр. 王璞存, пиньинь Wáng Púcún; род. 1 января 2000, Шанхай, Китай), более известный как Бен Ван (кит. упр. 王班, пиньинь Wáng Bān) — американский актёр китайского происхождения. Наиболее известен по ролям Ли Фона в фильме «Каратэ-пацан: Легенды» (2025) и Цзинь Вана в сериале «Американец китайского происхождения» (2023). 

## Ранние годы
Ван родился 1 января 2000 года в городе Шанхае, Китай. Родители Вана развелись, когда ему было четыре года, и в шесть лет он вместе с матерью иммигрировал в штат Миннесота, США. Мать, в одиночку воспитывавшая его, работала на двух работах, чтобы обеспечить семью. В Китае она была модельером, но после переезда в США ее диплом не был признан, и ей пришлось заново получить образование. В этот период его воспитывали бабушка и дедушка, пока он не поступил в среднюю школу. Когда Ван поступил в университет, его мать вернулась в Китай, где сейчас управляет собственным детским садом.
Ван выучил английский язык, проводя до девяти часов в день за просмотром телевизора; особенно помогли рекламные ролики благодаря их повторяемости. Этот подход позволил ему выучит английский за одно лето. Свои первые шаги в кинопроизводстве он сделал, снимая любительские рекламные ролики на дедушкину видеокамеру. В школе Ван сталкивался с трудностями в адаптации и нашел отдушину в театре, участвуя в школьных и местных театральных постановках. В детстве, по инициативе матери, он учился играть на фортепиано и скрипке.
Ван посещал среднюю школу города Нортфилд. Окончил Нью-Йоркский университет, где изучал театральное искусство.

## Карьера
Актёрская карьера Вана началась в 2019 году с небольшой роли в китайском сериале в жанре сянься «Неукротимый: Повелитель Чэньцин», снятом по роману Мосян Тунсю «Магистр дьявольского культа». Затем он исполнил эпизодические роли в различных сериалах, включая «Новый агент Макгайвер», «Последний настоящий гангстер» и «В поиске», а также в фильмах «Чан умеет забивать», «Зрение» и «Дрянные девчонки». В 2021 и 2023 годах Ван выступил режиссёром и сценаристом двух короткометражных фильмов: «Walter and France» и «Happy New Year, Jamie Morgenstern».
Прорыв в карьере Вана произошёл в 2023 году с выходом сериала Disney+ «Американец китайского происхождения», основанного на одноимённом графическом романе Джина Луена Янга. Ван исполнил главную роль Цзинь Вана — школьника, который пытается справиться с проблемами в семье и школе и оказывается втянутым в конфликт между богами китайской мифологии. За эту роль Ван был номинирован на Суперпремию «Выбор критиков» в категории «Лучший телеактёр в сериале о супергероях». Несмотря на положительные отзывы критиков, сериал был закрыт после первого сезона.
В 2024 году Ван получил роль Ли Фона в фильме «Каратэ-пацан: Легенды» после глобального кастинга, привлекшего более 10 000 претендентов. Его выбрали после двухмесячного отборочного процесса, включавшего семь видеопроб и демонстрацию навыков боевых искусств. Свободное владение мандаринским диалектом и мастерство в различных видах боевых искусств стали решающими факторами. Несмотря на первоначальный скептицизм со стороны Джеки Чана, Ван впечатлил его каскадёрскую команду быстротой обучения, а сам Чан высоко оценил его упорство и то, как он тренировался даже во время перерывов. Фильм, в котором также снялись Джеки Чан и Ральф Маччио, вышел в прокат 30 мая 2025 года. В 2024 году Ван также озвучил персонажа Сэма в двух эпизодах анимационного ситкома «Закусочная Боба».
В июле 2024 года стало известно, что Ван сыграет в фильме Фрэнсиса Лоуренса «Долгая прогулка», экранизации романа Стивена Кинга. Премьера фильма запланирована на 12 сентября 2025 года.
В мае 2025 года стало известно, что Ван присоединился к актёрскому составу фильма «Голодные игры: Рассвет жатвы» вместе с Джозефом Задой, Уитни Пик, Макенной Грейс, Джесси Племонсом и Майей Хоук. Выход фильма намечен на 20 ноября 2026 года.

## Личная жизнь
Ван свободно владеет мандаринским и английским языком. Также Ван обладает навыками в различных видах боевых искусств, включая карате, вин-чун, кунг-фу, комдо, кэмпо и тхэквондо. 

## Фильмография

### Кино
| Год  |     | Русское название             | Оригинальное название                    | Роль                |
| ---- | --- | ---------------------------- | ---------------------------------------- | ------------------- |
| 2021 | кор | —                            | Walter and France                        | режиссёр, сценарист |
| 2022 | ф   | Сексапил                     | Sex Appeal                               | Фрэнклин            |
| 2023 | кор | —                            | Happy New Year, Jamie Morgenstern        | режиссёр, сценарист |
| 2023 | ф   | Чан может забивать           | Chang Can Dunk                           | Бо                  |
| 2023 | ф   | Зрение                       | Sight                                    | юный Мин            |
| 2023 | ф   | Хорошая яйцеклетка           | Good Egg                                 | Гай                 |
| 2024 | ф   | Дрянные девчонки             | Mean Girls                               | Джейкоб Чжэн        |
| 2025 | кор | —                            | Balloon                                  | Эрик                |
| 2025 | ф   | —                            | Isle Child                               | Ян                  |
| 2025 | ф   | Каратэ-пацан: Легенды        | Karate Kid: Legends                      | Ли Фон              |
| 2025 | ф   | Долгая прогулка              | The Long Walk                            | Генри Олсон         |
| 2026 | ф   | Голодные игры: Рассвет жатвы | The Hunger Games: Sunrise on the Reaping | Уайатт Каллоу       |
|      | ф   | —                            | Brian                                    |                     |
|      | ф   | —                            | Untitled Celebrity Pass Movie            |                     |
|      | кор | —                            | Eliza                                    |                     |

### Телевидение
| Год  |    | Русское название                    | Оригинальное название | Роль             |
| ---- | -- | ----------------------------------- | --------------------- | ---------------- |
| 2019 | с  | Неукротимый: Повелитель Чэньцин     | Chen qing ling        | Экстра           |
| 2021 | с  | Новый агент Макгайвер               | MacGyver              | Элай Браун / Сян |
| 2021 | с  | —                                   | Launchpad             | Ган              |
| 2021 | с  | Последний настоящий гангстер        | The Last O.G.         | Оливер           |
| 2022 | с  | В поиске                            | Search Party          | интерн           |
| 2023 | с  | Американец китайского происхождения | American Born Chinese | Цзинь Вон        |
| 2024 | мс | Закусочная Боба                     | Bob's Burgers         | Сэм              |

## Награды и номинации
Полный список наград и номинаций на IMDb.
| Год  | Награда                      | Категория                                | Работа                              | Результат |
| ---- | ---------------------------- | ---------------------------------------- | ----------------------------------- | --------- |
| 2024 | Суперпремия «Выбор критиков» | Лучший телеактёр в сериале о супергероях | Американец китайского происхождения | Номинация |